# Тайюаньская операция
Тайюаньская операция (яп. 太原作戦) — военная операция, проводившаяся частями японской армии против 2-го военного района НРА Китайской республики в сентябре-ноябре 1937 года с целью захвата административного центра провинции Шаньсив города Тайюань. 

## Военно-стратегическая ситуация
После захвата Пекина, Тяньцзиня и Чжанцякоу японское командование поставило задачу очистить от китайских войск все коммуникации на территории Северного Китая вплоть до северного берега реки Хуанхэ. При этом имелось в виду овладеть прежде всего основными узлами железных и шоссейных дорог, крупными населенными пунктами и, опираясь на них, развернуть последующие операции. Наиболее важной в оперативном отношении была провинция Шаньси, богатая сырьевыми и продовольственными ресурсами. По ее территории проходила железная дорога Датун — Пучжоу. 
Из группы войск Квантунской армии под командованием генерал-лейтенанта Хидэки Тодзио была выделена 5-я пехотная дивизия и усиленный подвижной отряд под командованием полковника Исихара, которые получили задачу: из района Пинсиньгуаня развернуть наступление вдоль Пекин-Суйюаньской и Чжэндин-Тайюаньской железных дорог и выйти к восточному берегу реки Хуанхэ. Генерал Тэраути писал командиру 5-й дивизии 18 сентября 1937 года: «Сделайте нам подарок — достаньте воду из Хуанхэ. Без этого подарка не возвращайтесь в Маньчжурию».

## Ход операции
Японские войска начали наступление двумя колоннами: одна направилась из Датуна на Яньмингуань, вторая — из Вейсяня, Гуаньлина и Лайканя через горный проход на Пинсиньгуань и далее на Линцю. Японское командование рассчитывало при этом на то, что основные силы китайской армии отвлечены к Пекин-Тяньцзиньскому фронту, а находившиеся в провинции Шаньси войска генерала Янь Сишаня, избегавшего обострять отношения с Японией, не окажут сильного сопротивления.
13 сентября японцы захватили Датун, стратегический железнодорожный узел в 250 км к северу от Тайюаня, где ж/д линия из Пекина в западные провинции пересекается с маршрутом с севера на юг из Монголии в Тайюань. После падения Датуна китайские войска были вынуждены перейти к обороне, отойдя к Великой стене и защищая горные проходы в горах Тайхан, такие как Пинсингуань и Няньцзыгуань. Части Великой китайской стены были включены в оборону.
В конце сентября на перевале Пинсингуань произошло Пинсингуаньское сражение против коммунистических войск, завершившееся победой последних. Также начались бои за Няньцзыгуань, перевал, через который проходит железнодорожная линия от Шицзячжуана на запад до Тайюаня. 10 октября Шицзячжуан был захвачен японцами. Янь Сишань послал войска в качестве подкреплений в Шицзячжуан, но это привело к нехватке сил для защиты северного Китая, в результате чего японцы смогли прорваться на севере, вынудив китайские войска отойти к новой линии обороны в районе Синькоу.
13 октября японцы атаковали китайские позиции к северу и востоку от Синькоу. В битве за Синькоу китайцы потерпели тяжелое поражение от значительно более слабых японцев и были вынуждены отступать дальше.
В конце октября японцам удалось скоординировать свои действия с востока и севера и обойти с фланга Няньцзыгуань. Главные силы японской экспедиционной армии продолжали наступление вдоль железной дороги Чжэндин — Тайюань. 6 ноября они овладели железнодорожной станцией и населенным пунктом Шоуян, что создало непосредственную угрозу Тайюаню. 7 ноября японцы потребовали капитуляции, в чём было отказано. Все же гоминьдановское командование, опасаясь полного окружения в этом районе, в ночь на 8 ноября приказало своим войскам оставить Тайюань.

## Результаты
В результате победы в руках японцев оказались часть провинции Суйюань, значительная часть провинции Шаньси и наиболее современный китайский арсенал в Тайюане. После этой битвы крупномасштабные антияпонские действия в Северном Китае полностью прекратились. Благодаря оккупации указанных территории японцы смогли получать уголь из Датуна, однако это также сделало их коммуникации уязвимыми для атак китайских партизан, что сковало значительное количество японских войск, делая невозможным их переброску на другие участки.